# Barrage de Reventazón
Le barrage de Reventazón est un barrage hydroélectrique au Costa Rica, sur le Reventazón, dont la construction a commencé en 2009. Il serait le barrage le plus imposant d'Amérique centrale. Sa centrale hydroélectrique associée a une capacité de 305,5 MW. Le barrage de Reventazón a été inauguré le 16 septembre 2016.